# قصر الهندية
قصر الهندية يقع هذا القصر على الضفة اليمنى لشط الحلة، أحد فرعي نهر الفرات، على بعد (12 كم) جنوب ناحية سدة الهندية، و (30 كم) تقريباً شمال مدينة الحلة مركز محافظة بابل. في منطقة تقع وسط بساتين النخيل والبرتقال والزيتون والسدر. تم الكشف عنه في شباط 1983م، بمناسبة إجراء مسح آثاري لمشروع استصلاح أراضي حلة - كفل في محافظة بابل واعتبر من الأبنية التراثية العائدة إلى المؤسسة العامة للآثار والتراث العراقية.

## وصف عام للقصر
يحيط بالقصر سور خارجي مبني باللبن والطين، مربع الشكل، تقدر أبعاده ب (80×80م). وفي منتصف الضلع الشرقية بوابة تسندها دعامتان ضخمتان بشكل متوازي المستطيلات مبنيتان بالطابوق والجص، وفي الضلع الجنوبية للسور الخارجي ملحق بنائي يضم جناح الخدم والحمام والمطبخ والمخازن. وبعد اجتياز السور الخارجي توجد حديقة تحيط بالقصر مربعة الشكل، تقدر المسافة بين اضلاع السور وبناية القصر من 23-33م، في جميع الجهات. اما القصر فقد شيد على مصطبة مستطيلة في أسفله مجموعة من السراديب مسقفة بواسطة الأقبية والعقود، ولا يمكن الدخول اليها لكونها ضيقة المداخل وتراكم الأنقاض فيها. يقع المدخل الرئيسي للقصر في الضلع الشرقية المطلة على شط الحلة، زرعت أمامه أشجار السدر الضخمة، والمدخل مستطيل يعلوه عقد نصف دائري، يؤدي ألى مجاز وسطي مستطيل مكون من ثلاث غرف رأسية، إضافة إلى مجازين آخرين.
 ومن الصعب تحديد عمر القصر، وليس له ذكر في المصادر التي لدينا، ولكن يحتمل أن يكون من الأبنية التراثية بمقارنته بخانات منطقة الكفل وخان بني سعد وغيرها.